# Émile Coué

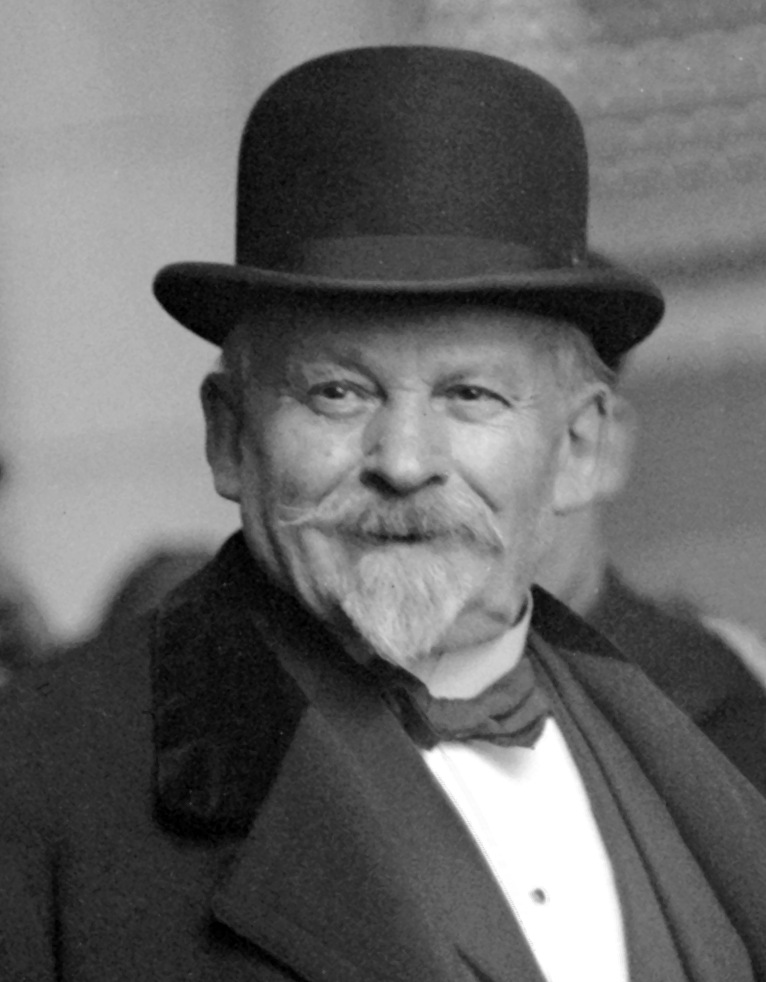
Émile Coué

Émile Coué (* 26. Februar 1857 in Troyes; † 2. Juli 1926 in Nancy) war ein französischer Apotheker und Autor sowie Begründer der modernen, bewussten Autosuggestion.

## Leben
Coué stammte aus einfachen Verhältnissen. Dennoch konnte er eine Apothekerlehre machen und übernahm schließlich 1882 die Apotheke. Am 30. August 1884 heiratete er Lucie Lemoine, die Tochter des Pflanzenzüchters Victor Lemoine aus Nancy. 1885 begann er mit dem Studium der Psychologie. Coué befasste sich eingehend mit den Arbeiten über Hypnose von Ambroise Liébault und Hippolyte Bernheim (Schule von Nancy oder Nancyer-Schule der Hypnose). Als Apotheker bekam er den Eindruck, dass ein positiver Kommentar, wenn die Kunden ihre Medizin abholten, die Wirkung verstärkte. Nach weiteren Studien begann er seine Ansichten zur Suggestion praktisch einzusetzen.
„Es gelang ihm, durch Aufdeckung der inneren Vorgänge Gesetze zu formulieren, welche Autosuggestion leicht lehrbar machen und so die ungeheure Verbreitung der segensreichen Lehre ermöglicht.“
Durch seine Arbeit spaltete Coué die Schule von Nancy und wurde zum Begründer der Neuen Schule von Nancy. Ab 1912 bis in die 1920er Jahre reiste Coué durch die europäischen Großstädte und in die USA und füllte mit Vorträgen über seine Methode die Säle. Es war ihm wichtig, die Heilkräfte der Menschen zu stärken und möglichst vielen beizubringen, wie sie sich selber helfen konnten. Dies war sein eigentlich neuer Ansatz. Seine Gattin begleitete ihn auf seinen Reisen und unterstützte Coué nach Kräften. Sie schrieb für ihn Teile seiner Bücher und seiner Biographie. Zahlreiche Coué-Gesellschaften entstanden in aller Welt.
Im Alter von 69 Jahren verstarb er an einer Lungenentzündung (Pneumonie).

## Autosuggestion

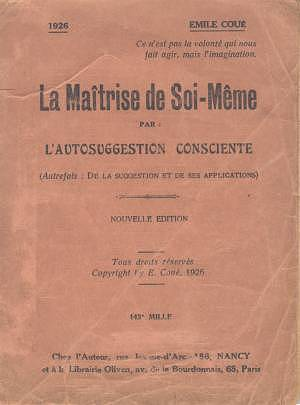
La maîtrise de soi-même par l’autosuggestion

Coué beschrieb seine Lehre in dem Buch Die Selbstbemeisterung durch bewusste Autosuggestion. Diese basierte auf zwei Grundgedanken:
1. Jeder Gedanke in uns ist bestrebt, wirklich zu werden.
2. Nicht unser Wille, sondern unsere Einbildungskraft, die Fähigkeit, sich etwas glauben zu machen, ist die bedeutsamste Eigenschaft in uns.

Seinen Patienten sagte Coué klar: „Ich habe keine Heilkraft, nur Sie selbst!“
Große Erfolge kann man laut Coué mit der einfachen Übung erzielen, sich lebenslang täglich nach dem Erwachen und vor dem Schlafen etwa 20 Mal halblaut (damit der Satz über den Gehörsinn im Unbewussten verankert wird) vorzusprechen:
„Es geht mir mit jedem Tag in jeder Hinsicht immer besser und besser!“ (Tous les jours à tous points de vue je vais de mieux en mieux!)
Hierbei sei es gleichgültig, ob man daran glaube oder nicht und was man bewusst dabei denke, solange nur die Lippen den Satz laut genug formten, damit er über die Ohren wieder zurückwirken könne. Hilfreich sei eine Knotenschnur oder Ähnliches zum Abzählen. Coué empfahl, den Satz möglichst kindlich und unangestrengt zu sprechen, langsam und monoton in der Art einer Litanei oder eines Mantras, ohne den Willen zu sehr zu bemühen.
Bei akuten Schmerzen oder Beschwerden, gleich ob körperlicher oder seelischer Natur, gab Coué den Rat, die Hand auf die betroffene Stelle oder die Stirne zu legen und möglichst schnell zu wiederholen: „Es geht vorüber; es geht vorüber usw.“, bis die Symptome abklängen. Die Selbstbehandlung sei bei Bedarf zu wiederholen, bei regelmäßiger Anwendung werde sich der Erfolg immer schneller einstellen und die Symptome immer seltener erscheinen, bis sie schließlich ganz verschwunden seien.
Coué betonte ausdrücklich, kein Wunderheiler zu sein. Er habe lediglich als erster moderner Wissenschaftler und Mediziner das Primat der Vorstellungskraft über den Willen durchschaut und erkannt, dass beim Großteil aller Leiden die psychische Komponente die somatische überlagere und nach Ausheilung der physischen Erkrankung oft weiterbestehe. Da ferner alle Lebensvorgänge vom Unbewussten her gesteuert würden, ließe sich durch bewusste Autosuggestion die Wirkung des Unbewussten in Richtung einer Heilung beeinflussen. Coué drückte es auch mit folgenden Worten aus: „Jede Vorstellung, die sich genügend stark eingeprägt hat, strebt danach, sich zu verwirklichen und verwirklicht sich, soweit ihr keine Naturgesetze entgegenstehen.“

## Veröffentlichungen
- Autosuggestion. Die Kraft der Selbstbeeinflussung durch positives Denken. Ein Weg zur Selbstheilung. AT Verlag, Aarau und München 2012, 3. Aufl. 2018, ISBN 978-3-03800-682-4.
- Autosuggestion. Oesch, Zürich 2007, ISBN 978-3-0350-1507-2 (enthält die Werke Die Selbstbemeisterung durch bewusste Autosuggestion und Was ich sage).
- Mentaltraining und Autosuggestion. Oesch, Zürich 1998, ISBN 3-85833-533-9.
- Die Selbstbemeisterung durch bewußte Autosuggestion. Schwabe, Basel 1997, ISBN 3-7965-0635-6.
- Was ich sage. Auszug aus meinen Vorträgen. Schwabe, Basel 1996, ISBN 3-7965-0609-7.